# ОШ „Вук Караџић” Београд
Основна школа „Вук Караџић“ у Београду једна је од најстаријих основних школа у Србији. Основана је 1838. године и све до 1931. године носила је назив Палилулска. Тада је добила данашње име. Ова школа је друга најстарија основна школа отворена на подручју Београда.

## Историја
Основна школа Вук Караџић је друга најстарија школа у Београду. Претходи јој једино школа Краљ Петар Први. Први учитељ палилуске школе био је Милутин Поповић, а школа је почела са радом са 35 ученика. Живко Стефановић је други учитељ.
Главна школска зграда (тзв. стара зграда), најближа Таковској улици, подигнута је по пројекту архитекте Милана Антоновића 1894. године, на земљишту које је поклонио Тома Вучић Перишић, српски војсковођа из оба устанка. Тзв. мала зграда сазидана је 1905. године средствима великог добротвора Николе Спасића и иницијално је служила као први ђачки интернат у Београду, тј. „Ђачка трпеза“ која је уједно најстарија школска установа у Београду за помоћ сиромашним ученицима и ђацима-путницима. Ову зграду су подигли тада познати београдски неимари Горча и Милић Поповић. Тзв. средња зграда, повезана пасарелом са старом школом, саграђена је 1956. године, а велика фискултурна сала 1963. године.
Директор школе од 2017. године је Урош Момчиловић.
Дан школе обележава се 6. новембра, на рођендан Вука Караџића.

## Ђаци школе
Ђаци ове школе били су, између осталог, песници Војислав Илић и Милутин Бојић и професори Милан Бартош, Радомир Шапер, Рашко Димитријевић и Александар Деспић, председник Српске академије наука и уметности, глумице Станислава Пешић и Бранка Катић, као и Срђан Шапер и Игор Блажевић, познатији као Прљави инспектор Блажа.
- Хор ОШ Вук Караџић 1933/34.
- Војислав Илић
- Милутин Бојић
- Радомир Шапер
- Бранка Катић

## Галерија
- Школа Вук Караџић крајем XIX века
- ОШ „Вук Караџић” Београд
- Двориште ОШ „Вук Караџић” Београд
- ОШ „Вук Караџић” Београд
- ОШ „Вук Караџић” Београд